# Chèvre des Alpilles
Le chèvre des Alpilles est un fromage fermier élaboré à base de lait cru de chèvre au pied du massif des Alpilles. Il se présente à la commercialisation soit nature (frais ou crémeux), soit aromatisé (herbes de Provence, épices) ou relevé à l'huile d'olive. 

## Origine
De création récente, ce fromage de chèvre fermier est élaboré dans la région des Alpilles,,. 

## Type de fromage
Ce pur chèvre est un fromage à pâle molle non pressée et non cuite. De forme cylindrique (6 centimètres de diamètre sur de 2 centimètres d'épaisseur), pesant environ 60 à 70 grammes,, il contient 45 % de matière grasse. Il est produit tout au cours de l'été. Son affinage dure 10 jours au minimum et en vieillissant sa croûte naturelle devient parfois cendrée.

## Préparation
Fabriqué en faisselle à base de caillé lactique, sa croûte est plus ou moins développée en fonction de son affinage. Celui-ci peut aller jusqu'à deux à trois semaines afin de le rendre plus crémeux et typé. Sa croûte devient alors plissée et crémeuse, sa pâte souple, voire parfois coulante. 
Les chèvres des Alpilles sont aussi préparés aromatisés, relevés aux herbes de Provence, à l'huile d'olive, aux épices, au poivre et aux baies rouges,. 

Chèvres des Alpilles
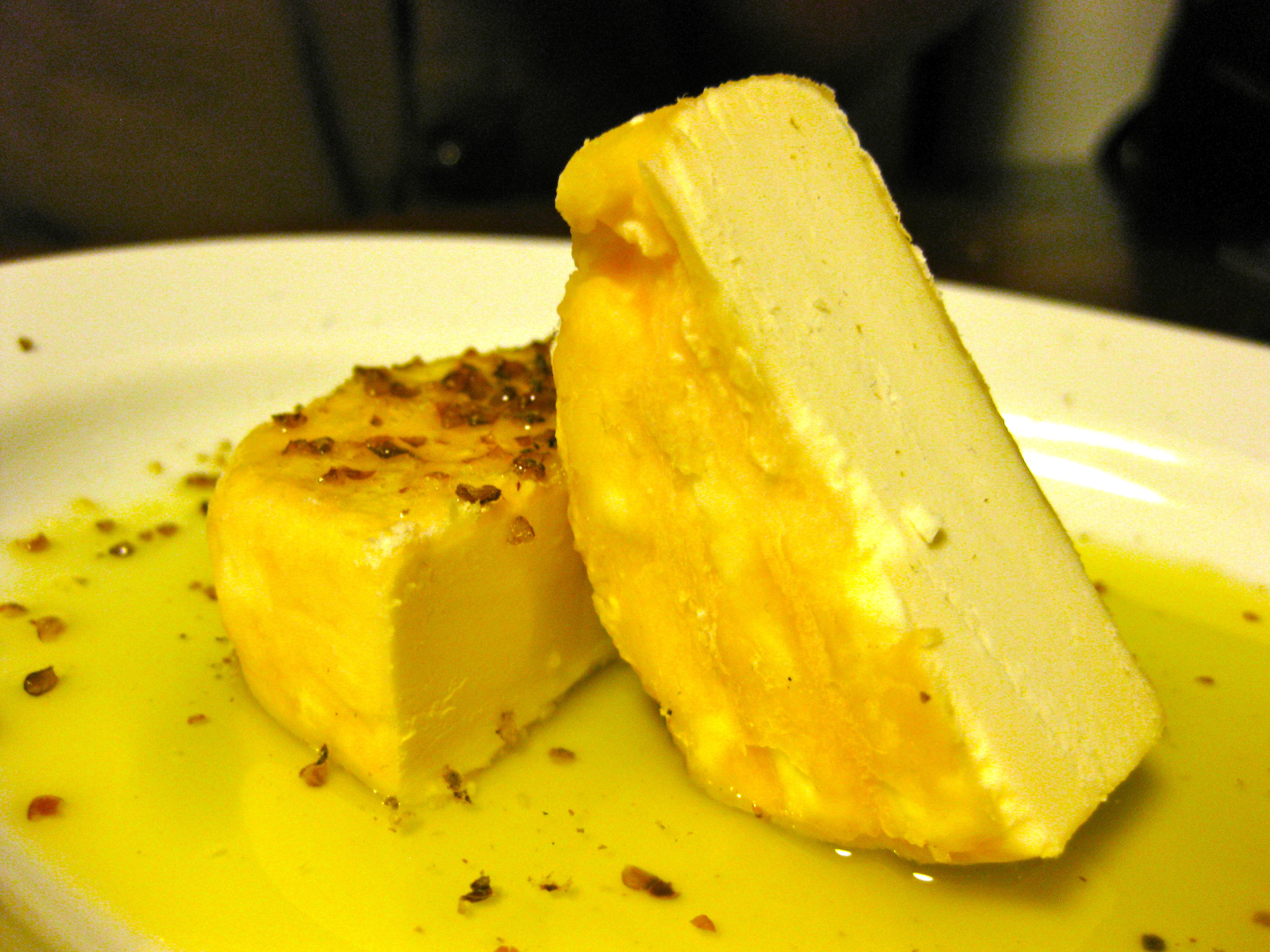
À l'huile d'olive.

## Consommation
Ce fromage, en sa jeunesse, a des saveurs délicates, douces et fraîches mais déjà robustes qui se développent avec l’âge, quand sa pâte devient plus crémeuse,. Il peut donc se consommer aussi bien frais et humide qu'affiné pendant plusieurs semaines. Si l'on veut profiter de sa saveur encore acide due au petit-lait, il doit être dégusté avant que la croûte ne se forme.

## Commercialisation
Son principal producteur est la Fromagerie des Alpilles, installée au mas Laferrière à Saint-Rémy-de-Provence, depuis 1981. 

## Accord mets/vin
Ce chèvre est à déguster avec un vin blanc sec du terroir : bellet, côtes-de-provence, palette, maures, alpilles ou alpes-de-haute-provence.